# Debden (Uttlesford)
Debden est un village et une paroisse civile de l'Essex, en Angleterre.